# Bitingan
Bitingan is een bestuurslaag in het regentschap Rembang van de provincie Midden-Java, Indonesië. Bitingan telt 1096 inwoners (volkstelling 2010).